# غاسبار دي كارفاغال
غاسبار دي كارفاغال (بالإسبانية: Gaspar de Carvajal)‏ هو مبشر إسباني، ولد في 1504 في ترجالة في إسبانيا، وتوفي في 1584 في ليما في بيرو.